# Tagudin
Tagudin (Bayan ng Tagudin) är en kommun i Filippinerna. Kommunen ligger på ön Luzon, och tillhör provinsen Södra Ilocos. Folkmängden uppgår till 34 427 invånare.

## Barangayer
Tagudin är indelat i 43 barangayer.
| - Ag-aguman - Ambalayat - Baracbac - Bario-an - Baritao - Becques - Bimmanga - Bio - Bitalag - Borono - Bucao East - Bucao West - Cabaroan - Cabugbugan - Cabulanglangan | - Dacutan - Dardarat - Del Pilar - Farola - Gabur - Garitan - Jardin - Lacong - Lantag - Las-ud - Libtong - Lubnac - Magsaysay - Malacañang | - Pacac - Pallogan - Pula - Pudoc East - Pudoc West - Quirino - Ranget - Rizal - Salvacion - San Miguel - Sawat - Tallaoen - Tampugo - Tarangotong |